# The Dig
The Dig es una aventura gráfica desarrollada y distribuida por LucasArts en 1995. Se inspira en una idea creada originalmente para la serie Amazing Stories de Steven Spielberg. Al igual que Loom o Full Throttle, The Dig es un videojuego de ciencia ficción de corte más serio, carente del humor presente en otras aventuras de LucasArts. Fue lanzado como CD-ROM para ordenadores PC y Macintosh. Fue el undécimo juego en utilizar el motor SCUMM, si bien dejaba de lado el sistema clásico de acciones de otras aventuras de la misma compañía. 
Cuenta con un elenco completo de actores de voz, entre ellos Robert Patrick y Steve Blum, y una partitura orquestal digital. El juego utiliza una combinación de ilustraciones bidimensionales dibujadas y clips tridimensionales limitados y pre-renderizados, estos últimos creados por Industrial Light & Magic.
En el juego, el jugador asume el papel del comandante Boston Low, que forma parte de un equipo que coloca explosivos en un asteroide para evitar su colisión con la Tierra. Al descubrir que el asteroide está hueco, Low y dos miembros de su equipo son transportados a un complejo abandonado desde hace tiempo, lleno de tecnología avanzada, en un extraño mundo alienígena. Low y sus compañeros deben utilizar la exoarqueología para aprender cómo funciona la tecnología, descubrir el destino de la raza alienígena que la construyó y resolver otros misterios para encontrar la forma de volver a casa.
The Dig recibió reseñas de todo tipo, pero mayoritariamente positivas, y los críticos alabaron principalmente su atmósfera y su banda sonora. Varios críticos afirmaron que los rompecabezas del juego eran demasiado difíciles, y otros aspectos, como los gráficos, la actuación de voz y los diálogos, recibieron una acogida desigual. El autor de ciencia ficción Alan Dean Foster escribió una novela en paralelo al desarrollo del juego.

## Detalles técnicos
Los gráficos del videojuego están dibujados a mano y las animaciones son una mezcla entre animaciones 3D y animaciones clásicas a mano.
El juego fue publicado en CD-ROM para PC y Mac, con una banda sonora compuesta a partir de la obra de Wagner y voces originales.

## Argumento
La historia comienza cuando se descubre que un asteroide está próximo a colisionar con la Tierra. Para solucionarlo, los Estados Unidos envían en viaje espacial a un grupo de profesionales de diversa índole que tendrán como misión conseguir modificar la dirección del meteorito colocando una serie de explosivos sobre su superficie.
Sin embargo, cuando la misión parece haber tenido éxito, el asteroide revela su verdadera identidad (es en realidad una especie de nave espacial) y tres de los astronautas se ven trasportados súbitamente a un planeta situado a años luz de distancia de la Tierra. En ese planeta aparentemente desprovisto de vida inteligente los personajes tratarán de encontrar la forma de sobrevivir y volver a casa.

## Personajes
- Comandante Boston Low: militar y piloto espacial retirado (y el alter ego del jugador), dirige el equipo de exploración y debe mantener a salvo a los otros miembros del equipo. No pretende ser brillante ni creativo y tiene muy claro que todo el mundo debe acatar sus órdenes sin rechistar.
- Ludger Brink: geólogo y arqueólogo alemán, entiende de sistemas de comunicación universal y su afán por resultar útil le traera más de un disgusto.
- Maggie Robbins: una prestigiosa periodista. Es independiente y choca con el carácter militar de Low.

## Curiosidades
Antes de realizarse el juego, The Dig fue concebido como episodio de Cuentos asombrosos y como película, pero George Lucas concluyó que sería un proyecto demasiado costoso.

## Banda sonora
El director del proyecto final, Sean Clark, dijo que la música de The Dig fue crucial para "establecer el ambiente general de la obra".  Durante la producción, LucasArts deseaba una banda sonora con una sensación "wagneriana".  Compuesta por Michael Land, la música consistió en la partitura original de Land interpretada en un sintetizador Kurzweil K2000, enriquecida con cientos de muestras de acordes cortos de las obras de Wagner. Land señaló que la música que compuso para The Dig era la que más se acercaba a su propio estilo personal.
La música es relativamente estática durante la mayor parte del juego, se utiliza más como telón de fondo que como un aspecto destacado de la jugabilidad, y se ha descrito como consistente en su mayor parte en "cadencias vagas, modulaciones y movimientos sin mucha consecuencia para el contenido"." Sin embargo, cuando se producen secuencias importantes y escenas de acción, la música pasa a primer plano y se vuelve significativamente más dinámica.
The Dig fue el primer juego de LucasArts cuya banda sonora se vendió por separado como CD de audio, adaptada como una secuencia lineal de piezas limitadas. Land tocó el piano y el sintetizador y produjo el álbum. Contó con la ayuda de Hans Christian Reumschüssel (chelo), Emily Bezar (voz) y Paul McCandless (vientos de madera). La banda sonora se incluyó en un CD-ROM que contenía demos de cinco juegos de LucasArts, y pretendía ser un primer paso en los esfuerzos de promoción cruzada.
| The Dig banda sonora (1996) |                               |          |  |
| N.º                         | Título                        | Duración |  |
| 1.                          | «Mission to the Asteroid»     | 9:54     |  |
| 2.                          | «Another World»               | 3:33     |  |
| 3.                          | «Ghosts»                      | 1:48     |  |
| 4.                          | «The Ancient City»            | 3:42     |  |
| 5.                          | «Underwater Cavern»           | 2:12     |  |
| 6.                          | «A River Canyon»              | 4:11     |  |
| 7.                          | «The Madness of the Crystals» | 2:21     |  |
| 8.                          | «Tomb of the Past»            | 2:10     |  |
| 9.                          | «The Monument»                | 2:47     |  |
| 10.                         | «Dimensions in Time»          | 4:00     |  |
| 11.                         | «Cathedral of the Lost»       | 3:35     |  |